# Van der Burch (Nederlands adelsgeslacht)

Familiewapen van Van der Burch

Van der Burch is een Nederlandse familie waarvan leden sinds 1816 tot de Nederlandse adel behoren en die in 1873 uitstierf.

## Geschiedenis
De stamreeks begint met Aerndt Toude, wiens zoon in 1354 en 1355 wordt vermeld. Vanaf 1561 waren leden van het geslacht bestuurders van Delft.
Een directe nazaat, mr. Diederik van der Burch, heer van Spieringshoek (1758-1825) werd bij KB van 8 juli 1816 verheven in de Nederlandse adel; het geslacht stierf met zijn kleindochter in 1873 uit.